# Ostuncalco
Ostuncalco é uma cidade da Guatemala do departamento de Quetzaltenango.